# Asteroidenbergbau
Asteroidenbergbau bezeichnet den Abbau der in Asteroiden vorhandenen Rohstoffe. Bislang existieren hierfür nur theoretische Konzepte.

## Hintergrund

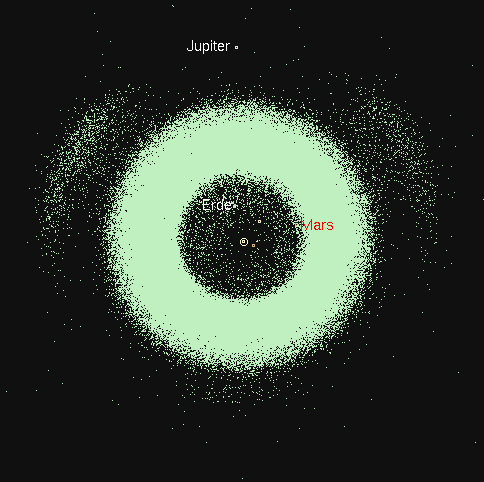
Objektverteilung im Asteroidengürtel

Asteroiden, Kometen und Meteoroiden können sehr hohe Konzentrationen u. a. von Edelmetallen oder auch Seltenerdmetallen aufweisen, die möglicherweise in Zukunft für die Rohstoffgewinnung von Bedeutung sind. M-Asteroiden wie z. B. ein Objekt des Hauptgürtels, der Asteroid (16) Psyche und weitere wie (129) Antigone, (97) Klotho, (21) Lutetia, (55) Pandora, (755) Quintilla sind sehr metallreich. (3554) Amun z. B. besitzt einen hohen Anteil an Metallen der Eisen-Platin-Gruppe und auch viele nichtmetallische Elemente wie Stickstoff, Schwefel und Phosphor. Je nach Beschaffenheit und Dichte kann schon ein 1-km-Objekt eine Menge an Metallen enthalten, die dem heutigen Industriebedarf für mehrere Jahrzehnte entspricht.
Viele große und metallreiche Objekte, deren Rohstoffe sehr wertvoll sein könnten, befinden sich im Asteroidengürtel.
Spektroskopische Untersuchungen von S-Asteroiden wie beispielsweise (387) Aquitania und (980) Anacostia lassen auf Minerale aus der Pyroxengruppe, Olivingruppe und auch auf Spinell oder Chromit schließen. Radarastronomische Messungen der Observatorien Arecibo und Goldstone des E-Klasse Asteroiden (44) Nysa zeigen Vorkommen von Enstatit, Forsterit und Pyroxene. Der Erdbahnkreuzer (3103) Eger scheint ebenso aus diesen Komponenten zu bestehen.
Auch V-Asteroiden können Vorkommen aufweisen, die abbauwürdig sein könnten. Wasser und Eis wurde ebenfalls auf Asteroiden entdeckt. Terrestrische Erze, wie sie im Bushveld-Komplex vorkommen, weisen eine Platinmetall-Konzentration von 10 ppm auf, meteoritische Funde zeigen Konzentrationen von 100 ppm.
Von den rund 5300 (Stand 2017) bekannten terrestrischen Mineralen finden sich etwa 300 in Meteoriten.

## Forschung, Konzepte

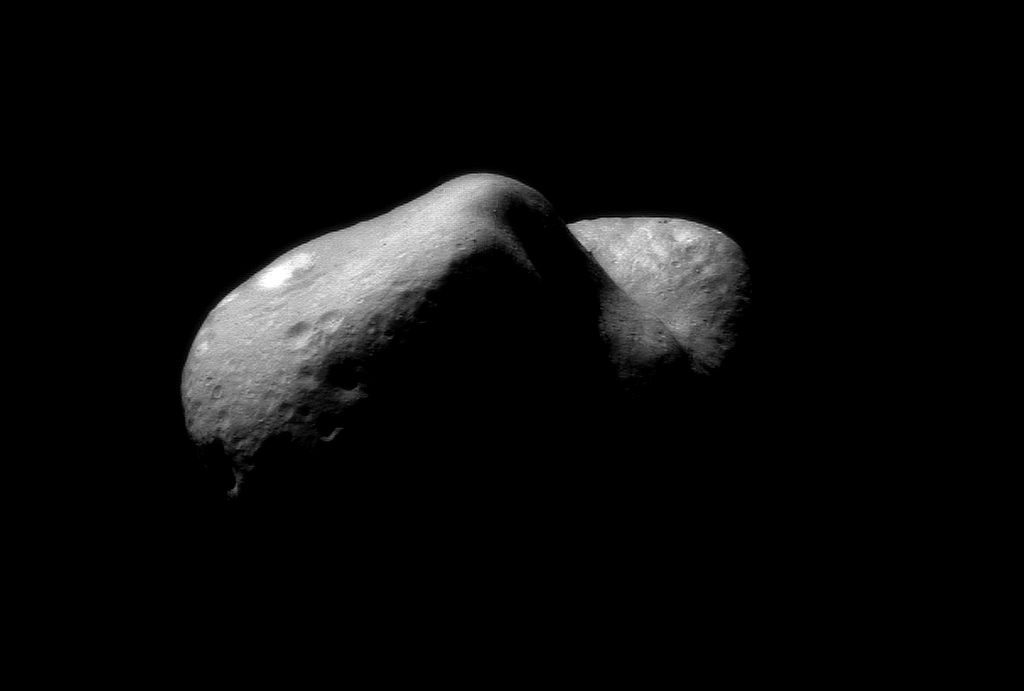
Erdnaher Asteroid Eros

Konzepte umfassen zukünftige bemannte Raumfahrtmissionen, aber vor allem unbemannte Missionen, die mittels Robotern etwaige Vorkommen entdecken und automatisiert abbauen. Im September 2011 begann das Keck Institute for Space Studies am Caltech mit einer Machbarkeitsstudie, der Asteroid Retrieval Mission Study. Am 2. April 2012 wurde der Endbericht veröffentlicht.
In der Studie wurden Durchführbarkeit und Erfordernisse evaluiert und erforscht, die notwendig wären, einen geeigneten NEA zu finden, mittels Robotertechniken einzufangen und das Objekt für weitere Untersuchungen und Nutzung in Erdnähe zu bringen.
Hierzu müsste ein Asteroid in endlicher Zeit in einen Mondorbit geschleppt werden. Dort sollen die Rohstoffe mit Hilfe einer dort angenommenen Infrastruktur aus dem Asteroiden extrahiert werden. Voraussetzung hierfür ist, dass eines Tages neben der zu errichtenden Infrastruktur ein leistungsfähiger, über Solarmodule mit Strom versorgter Ionenantrieb zur Verfügung steht. Der kann dann einen 500 Tonnen schweren Asteroiden mit 7 Meter Durchmesser aus seiner Bahn ablenken.
Ein anderes Forscherteam klassifizierte eine Gruppe von zwölf kleineren Objekten als EROs (Easily Retrievable Objects). Diese wenige Meter großen, erdnahen Asteroiden wie 2006 RH120, 2010 VQ98 und 2007 UN12 waren aufgrund ihrer Bahndaten mit der 2013 verfügbaren Technik erreichbar. Ob sie wertvolle Rohstoffe enthalten, ist allerdings nicht bekannt. Der Astrophysiker Martin Elvis adaptierte die Drake-Gleichung, um erste Abschätzungen über die Anzahl sinnvoller Objekte treffen zu können und kam im Dezember 2013 zu dem Ergebnis, dass nur zehn erdnahe Asteroiden für kommerziellen Bergbau geeignet wären.
Im Advanced Space Transportation Program betreibt die NASA Grundlagenforschung zu neuen Raumfahrtsysteme und Antriebstechniken. Man erhofft sich davon, die Fortbewegung durch den Weltraum schneller und preiswerter zu machen, wovon auch Asteroidenbergbauprojekte profitieren würden.
Im Juli 2012 hielt das Advanced Concepts Team der ESA am ESTEC ein Kolloquium zum Asteroidenbergbau ab.
Forscher untersuchen auch, ob Biomining für Asteroidenbergbau eingesetzt werden könnte.
Im Rahmen des ESA/SNSB/DLR, REXUS-Projektes wurde im März 2017 das Drilling Experiment for Asteroid Mining durchgeführt.

## Rechtliche Grundlagen
Im November 2013 forderte Robert Bigelow die Federal Aviation Administration auf, den Weltraumvertrag von 1967 abzuändern um zukünftig Eigentums- und Nutzungsrechte für Bergbau auf dem Mond zu ermöglichen. Im Juli 2014 stellten die US-Politiker Bill Posey und Derek Kilmer einen Antrag auf einen Gesetzentwurf, den American Space Technology for Exploring Resource Opportunities in Deep Space (ASTEROIDS) Act of 2014, der Unternehmungen wie Asteroidenbergbau unterstützt. Donna Edwards und andere äußerten Bedenken und wiesen auch auf mögliche weltraumrechtliche Risiken hin.
Im Mai 2015 verabschiedete das Repräsentantenhaus der Vereinigten Staaten eine Gesetzesvorlage, die auch Asteroidenbergbau regeln soll, den SPACE Act of 2015. Im November 2015 passierte der Entwurf für ein Weltraumbergbaugesetz den US-Senat. Am 25. November unterzeichnete US-Präsident Barack Obama das Gesetz. Kritiker des H.R.2262 - U.S. Commercial Space Launch Competitiveness Act sehen den Weltraumvertrag von 1967 und den Mondvertrag verletzt.
Die luxemburgische Chambre des Députés verabschiedete am 13. Juli 2017 das Weltraumressourcengesetz, das den Abbau extraterrestrischer Ressourcen regelt. Das Gesetz trat am 1. August 2017 in Kraft. Der Weltraumrechtler Stephan Hobe kritisierte das Vorgehen Luxemburgs und hält das Gesetz für völkerrechtswidrig.
UNOOSA und andere Institutionen untersuchen weltraumrechtliche Modelle und völkerrechtliche Rahmenbedingungen einer zukünftigen Nutzung von Weltraumressourcen.
Auch die Vereinigten Arabischen Emirate arbeiten an einem juristischen Rahmen, Weltraumbergbau zu ermöglichen.
Im März 2017 veröffentlichte das International Institute of Space Law eine Studie über weltraumrechtliche Aspekte. Der Bundesverband der Deutschen Industrie forderte im Juni 2018 ein Weltraumgesetz, das auch Fragen der Weltraumhaftung bei Fehlstarts von Weltraumfähren oder Havarien im All einschließt.

## Asteroidenbergbauprojekte
Das chinesische Start-up-Unternehmen Origin Space (起源太空科技有限公司) beauftragte am 10. April 2020 die Hangtian Dong Fang Hong Satelliten GmbH, eine Tochterfirma der Chinesischen Akademie für Weltraumtechnologie, mit dem Bau eines Weltraumteleskops namens Yangwang-1 (仰望-1, „Blick nach oben 1“) für die Suche nach Asteroiden, die für eine Rohstoffgewinnung in Frage kommen könnten.
Am 27. April 2021 startete Origin Space jedoch zunächst den von der ASES Spaceflight Technology, einer Tochterfirma der Shanghaier Akademie für Raumfahrttechnologie, gebauten, kleineren Satelliten NEO-1, mit dem in einem erdnahen Orbit unter anderem die Technologie zum Einfangen eines kleinen Asteroiden mit einem Netz erprobt werden sollte.
Yangwang-1 folgte am 11. Juni 2021. Der in einem sonnensynchronen Orbit um die Erde kreisende Satellit verfügt über ein optisches System mit Weitwinkelobjektiv sowie einem CCD-Sensor für sichtbares und ultraviolettes Licht.

## Sonstiges
Einige Forscher weisen auf mögliche Risiken des Asteroidenbergbaues hin. So besteht beispielsweise die Gefahr, andere Himmelskörper zu kontaminieren: Einerseits durch Vorwärts-Kontamination von Asteroiden durch irdische Lebensformen, aber auch durch Rückwärts-Kontamination mit möglicherweise existierenden, extraterrestrischen Lebensformen. Auch die Zunahme von Weltraummüll wird befürchtet.
In der Science-Fiction-Literatur fand die Nutzbarmachung von Asteroiden schon früh Verwendung, erstmals 1898 im Roman Edison’s Conquest of Mars von Garrett P. Serviss. 1903 erwähnte Konstantin Ziolkowski mögliche Asteroiden-Ressourcen in einer Publikation. In der Science-Fiction-Serie „The Expanse“ sind die „Inneren“ (Erde und Mars) auf die Ressourcen aus dem Asteroidengürtel angewiesen.
Die Colorado School of Mines bietet ab dem Wintersemester 2017 ein Masterstudium Space Resources an.
Der Bundesverband der Deutschen Industrie e. V. (BDI) brachte 2018 ein Positionspapier zum Weltraumbergbau heraus.

### Bücher
- John S. Lewis: Mining the sky – untold riches from the asteroids, comets, and planets. Addison-Wesley, Reading 1997, ISBN 0-201-32819-4, deutsch: Unbegrenzte Zukunft. Bettendorf, München 1998, ISBN 3-88498-126-9.
- Viorel Badescu: Asteroids - prospective energy and material resources. Springer, Berlin 2013, ISBN 978-3-642-39243-6.
- Ricky Lee: Law and Regulation of Commercial Mining of Minerals in Outer Space. Springer, Dordrecht 2012, ISBN 978-94-007-2038-1.
- Ram Jakhu et al.: Space Mining and Its Regulation. Springer, Cham 2016, ISBN 978-3-319-39245-5.
- Joseph N. Pelton: The New Gold Rush - The Riches of Space Beckon! Springer, Cham 2017, ISBN 978-3-319-39272-1.
- Peter M. Schneider: Goldrausch im All. FinanzBuch Verlag, 2018, ISBN 978-3-95972-085-4.
- Annette Froehlich: Space Resource Utilization: A View from an Emerging Space Faring Nation. Springer, Cham 2018, ISBN 978-3-319-66968-7.

### Artikel
- Brian O’Leary: Mining the Apollo and Amor Asteroids. In: Science. Band 197, Nr. 4301, 22. Juli 1977, S. 363–366, doi:10.1126/science.197.4301.363-a (englisch).
- M. J. Sonter: The technical and economic feasibility of mining the near-earth asteroids. In: Acta Astronautica. Band 41, Nr. 4, August 1997, S. 637–647, doi:10.1016/S0094-5765(98)00087-3 (englisch, Online [PDF] Masterarbeit).
- International Space University Team Project report: ASTRA: Asteroid Mining Technologies Roadmap and Applications. 2010, full report, summary (PDF), abgerufen am 15. März 2012.
- Dana G. Andrews et al.: Defining a successful commercial asteroid mining program. In: Acta Astronautica. Band 108, 1. März 2015, S. 106–118, doi:10.1016/j.actaastro.2014.10.034 (englisch).